# Wrap

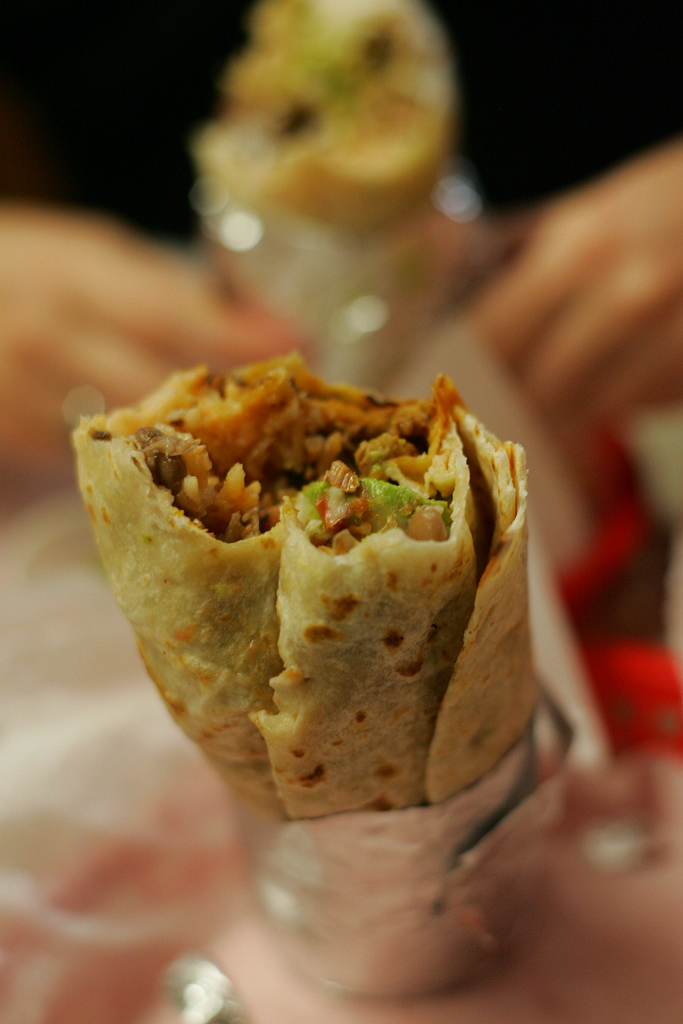
Wrap

Ein Wrap (von englisch to wrap = ‚wickeln‘, ‚einhüllen‘) ist ein dünnes, mit einer Füllung zu einer Rolle gewickeltes Fladenbrot. Ursprung ist die Tex-Mex-Küche, weshalb als Hülle häufig Tortillas verwendet werden. Für die Füllung gibt es keine festen Rezepte, sie besteht häufig aus Gemüse oder Salat, gebratenem Fleisch und einer pikanten Sauce, Sauerrahm oder Ähnlichem. Seit den 1990er Jahren sind Wraps auch in Europa als Fastfood bzw. Fingerfood populär geworden. 
In der orientalischen Küche existieren mit Schawarma oder der Döner-Kebap-Variante Dürüm ähnliche Speisen. Auch deren Namen leiten sich von der Zubereitungsform des Einwickelns oder -rollens ab. In Bremen gibt es die Variante des Rollos.